# Balugyánszky Endre
Balugyánszky Endre, másként András, névváltozat: Baludjansky (Zemplén, 1800 – Ungvár, 1854. december 20.) kanonok.

## Élete
Görögkatolikus kanonok, az egyháztörténelem és az egyházjog tanára volt Ungváron. Pótsy püspök 1830-ban kinevezte nyíregyházi parókussá. Annak a különbizottságnak volt is tagja volt, amelyet az 1848. évi törvények ruszin nyelve történő lefordítására állítottak fel.
Tanulmányaiban kiválóan azokat az adatokat emelte ki, melyek a magyar kereszténység első századaiban a görög egyház szertartásainak és fegyelmének nagyobb elterjedésére engednek következtetni. 

## Művei
- Egyházi történetirat. Eperjes, 1846. (Megjelent e munka latin és orosz nyelven is több kiadásban; az orosz szöveg 3. kiadása Bécsben 1851–52-ben.)

A magyar egyházi jog történetéről írt munkája kéziratban maradt.